# Gerontofilia
La gerontofilia è una parafilia che si manifesta tramite l'attrazione erotica o romantica nei confronti di individui nello stadio di sviluppo senile da parte di un soggetto non anziano. Informalmente, si definisce la gerontofilia quando la persona desiderata ha un'età superiore ai 60 anni e il divario d'età con il soggetto è piuttosto marcato; si consideri, però, che età o divario non sono considerabili indicatori efficaci o formali. Nel caso in cui la pulsione sia alla base di problemi psicologici o sociali, la gerontofilia rappresenta un disturbo psichiatrico definito disturbo parafilico. Sebbene di per sé non costituisca reato in nessuno stato del mondo, la gerontofilia, in ragione della maggiore vulnerabilità fisica, psichica e sociale degli individui anziani, si presta ad un maggior rischio di comportamenti illeciti.

## Semantica

### Etimologia
Il termine gerontofilia è stato coniato dallo psichiatra austriaco Richard von Krafft-Ebing, nel 1901, dalla fusione delle radici greche -γερον (geron - "persona anziana") e -φιλία (philia - "amore" radice comunemente usata per indicare le parafilie). Sebbene sia stato generalmente accettato nell'ambito accademico, non ritrova un utilizzo frequente.

### Nomenclatura
Esistono termini meno frequentemente utilizzati per indicare tale parafilia: gerontosessualità  e presbiofilia (- πρέσβυς - presbys, " vecchio"), che denotano lo stesso concetto di attrazione generica verso individui anziani, senilofilia (senex, "vecchio") e alfamegamia (α - alfa, "dominante"; μέγα - mega, "maggiore"; γαμία - gamia, "matrimonio") a manifestare l'attrazione (generalmente con una denotazione omosessuale il primo, eterosessuale il secondo) verso individui anziani di sesso maschile e il lemma, di origine spagnola, senectas per segnalare l'attrazione omosessuale nei confronti di individui ultracinquantenni di sesso femminile.
Nell'ambito colloquiale, esistono dei termini per indicare gli individui ricercati dal desiderio dei gerontosessuali; ovviamente, per la natura informale stessa di questi, sono termini molto generici e, talvolta, con denotazioni volgari o a sfondo erotico. Fra le più comuni vi sono GILF, che indica l'attrazione verso individui anziani di entrambi i sessi (sebbene più frequentemente utilizzato nei confronti delle donne), cougar (tradotto, talvolta, in italiano con "panterona"), utilizzato per rappresentare donne di età avanzata attive dal punto di vista relazionale e, soprattutto, sessuale e, infine, silver fox (utilizzato prevalentemente in paesi anglofoni) per rappresentare individui dai capelli canuti (bianchi o grigi) ritenuti attraenti. Inoltre, vi sono i termini sugar daddy e sugar mummy, i quali descrivono un rapporto relazionale in cui, oltre alla sfera affettiva, si instaura anche un rapporto di sussistenza economica nei confronti del partner più giovane (lo o la "sugar baby").

## Caratteristiche

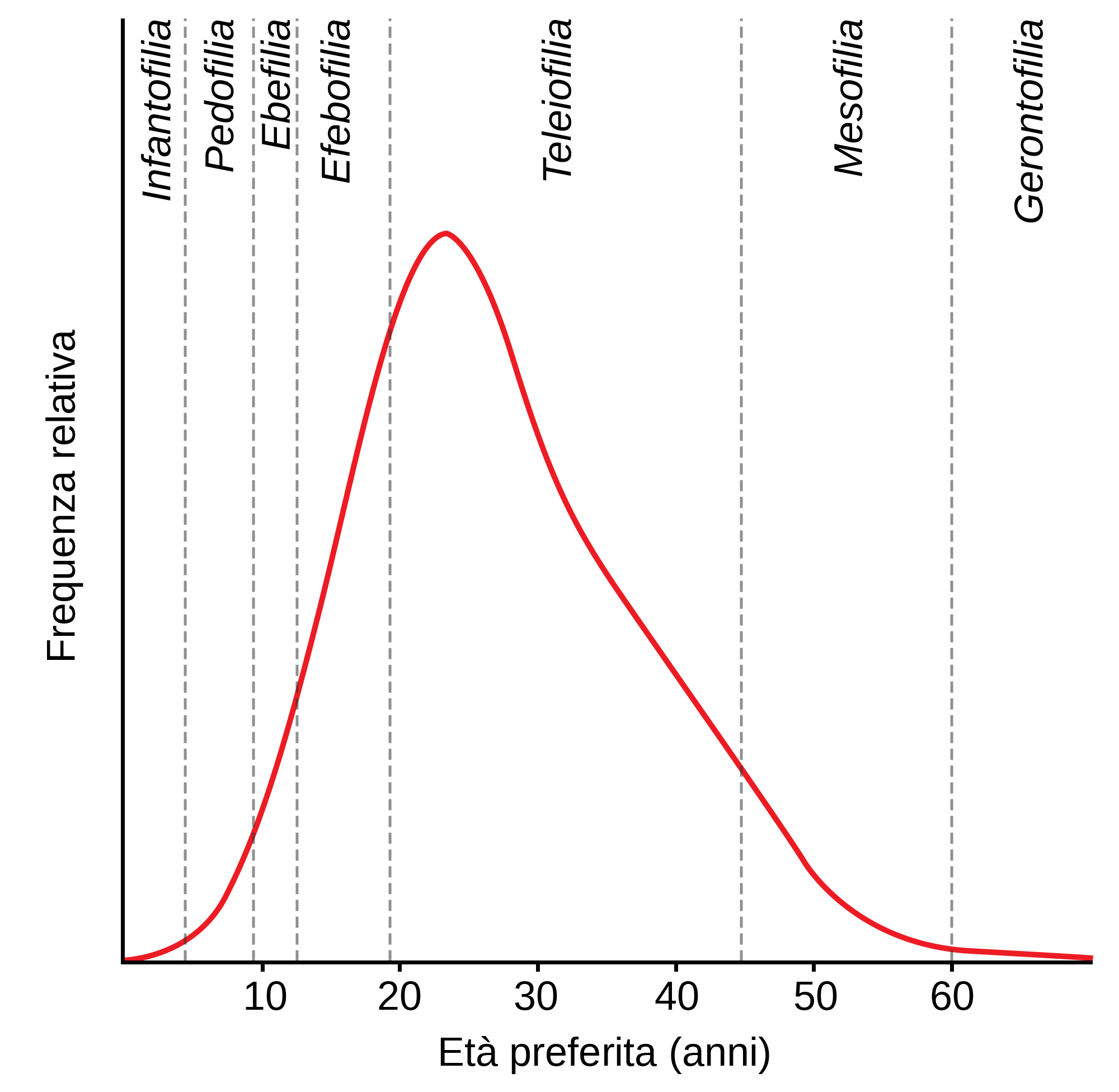
Distribuzione continua della popolazione maschile cronofilica suddivisa per età in oggetto

La gerontofilia è una cronofilia, ossia una parafilia di tipo idoneo/stigmatico e obiettivo, in cui un individuo ricerca un partner con un'età sexuo-erotica discordante dalla propria e uno stadio di sviluppo molto avanzato. Sebbene l'età non sia una discriminante specifica e precisa, generalmente si considerando oggetti del desiderio gerontofilo individui superiori ai 60 anni di età. Un altro elemento che spesso viene tenuto in considerazione per la valutazione di un'ipotesi di gerontofilia, sebbene non possa essere valutato come un indicatore efficace, è la differenza d'età: uno scarto ridotto fra le età del soggetto e dell'oggetto è, infatti, normalmente considerata come indicatore negativo di parafilia (ossia, se v'è una differenza d'eta non marcata si tende ad escludere la diagnosi di parafilia). Il punto focale della gerontofilia è, dunque, la differenza intergenerazionale e di stadio di maturazione biologica.
La gerontofilia può presentarsi, più o meno marcatamente, insieme ad altre cronofilie: la più frequente è la teleiofilia ma esistono casi in cui è presente una controintuitiva sovrapposizione con la pedofilia. L'epidemiologia della parafilia non è definita in maniera precisa a causa della scarsità degli studi in merito; uno studio riguardo alle preferenze sui siti pornografici afferma che la ricerca di materiale gerontofilo costituisce circa lo 0,15% delle ricerche.
L'eziologia della gerontofilia non è nota ma viene spesso associato ai complessi di Edipo e di Elettra. Secondo le teorie freudiane, l'attrazione verso individui anziani sarebbe legato ad un distacco dalla libido materna repentino.

## Giurisprudenza
La gerontofilia non costituisce reato in nessuno stato del mondo ed è sempre consentito il matrimonio fra un adulto e un anziano. La violenza sessuale verso un individuo anziano è punita come qualsiasi reato di violenza sessuale ma, frequentemente, sono presenti aggravanti legate alla maggior vulnerabilità di questi: è possibile, infatti, che l'età avanzata sia spesso associata ad una minor prestanza fisica o a problemi cognitivi che rendono l'individuo non capace d'intendere o volere. Molte relazioni fra partner giovani ed anziani possono destare sospetti di interessi economici, specialmente se il partner anziano ha un patrimonio economico superiore a quello del partner più giovane: un esempio molto rappresentato è quello delle badanti che entrano in una relazione con i propri assistiti.

## Cultura popolare
Il rapporto erotico-sentimentale verso individui anziani è sempre stato variamente rappresentato nella cultura popolare. La gerontofilia è, però, frequentemente confusa con la più diffusa mesofilia: nel linguaggio comune, infatti, qualunque differenza di età molto ampia (maggiore di 15-20 anni) viene spesso etichettata come gerontofilia.

### Letteratura
- Il nuovo mondo amoroso (Charles Fourier 1967): in questo saggio sull'esperienza sentimentale e sessuale nella terra utopistica di Harmonia, l'autore descrive anche la vita sexuo-romantica per la terza età, portando come esempio la storia di Valére, giovanotto di vent'anni, e Urgéle, donna di ottant'anni.
- La Badante. Un amore involontario (Paolo teobaldi, 2004): romanzo che racconta della storia d'amore tra il vedovo Pietro Carbonara e la sua badante Olga Ivanova.

### Cinema
- Harold e Maude (Hal Ashby, 1971): il film narra la storia di Harlod, un agiato diciottenne, e Maude, ultra-settantenne dal passato avventuroso; durante le loro avventure il giovane si innamora dell'anziana donna.
- Sessomatto, episodio Non è mai troppo tardi (Risi, 1973): Giancarlo Giannini interpreta Enrico, un avvocato di circa 30-40 anni innamorato follemente di Esperia, una ricca donna ultra-settantenne.
- Nelly e Mr. Arnaud (Claude Sautet, 1995): il film racconta la storia di Nelly, giovane donna, e di Pierre Arnauld, affascinante ex magistrato e ricco immobiliarista, i quali si legano in un rapporto che, lentamente, si trasforma in un sentimento romantico.
- Il curioso caso di Benjamin Button (Fincher, 2008): il film racconta di un uomo che soffre di una malattia unica per la quale cresce con uno sviluppo maturativo inverso (nasce anziano e muore infante). Durante la pellicola, si innamora, contraccambiato di una bambina la quale, invece, cresce normalmente: perciò all'inizio e alla fine del film, i due protagonisti provano un'attrazione di tipo gerontofila.
- Gerontophilia (LaBruce, 2013): Il film è incentrato su un ragazzo, Lake, che, assunto in una casa di riposo, sviluppa un'attrazione romantica e sessuale per il signor Peabody, un anziano residente della struttura.

### Televisione
- I Simpson: nella serie, Waylon Smithers, segretario di mezza età, è segretamente innamorato del suo capo, il miliardario ottuagenario Montgomery Burns.
- Little Britain: uno degli sketch ricorrenti ha come protagonista Jason, il quale è attratto sessualmente dalla nonna del suo amico Gary.

### Cronaca
La cronaca presenta diversi casi di rapporti gerontofili fra personalità del mondo politico, imprenditoriale o dello spettacolo. Tra parentesi l'età a cui i partner hanno formato una coppia. 
- Marta Fascina: partner di Silvio Berlusconi (30 e 84 anni)
- Jerry Hall: moglie di Rupert Murdoch (60 e 85 anni)
- Penny Lancaster: moglie del musicista Rod Stewart (35 e 62 anni)
- Emilie Livingston: moglie dell'attore Jeff Goldblum (31 e 62 anni)
- Katharine McPhee: moglie del musicista David Foster (34 e 69 anni)
- Francesca Pascale: partner di Silvio Berlusconi (28 e 76 anni)
- Sarah Paulson: compagna dell'attrice Holland Taylor (41 e 72 anni)
- Alexis Roderick: moglie del musicista Billy Joel (33 e 66 anni)
- Laura Savoie: moglie dell'attore Dennis Quaid (27 e 66 anni)

### Annotazioni
1. ↑  Parafilie in cui il partner deve avere delle caratteristiche marcatamente differenti, circoscritte e inconsciamente stigmatizzate rispetto al concetto trasmesso del partner sessuale o romantico ideale.
2. ↑  Parafilie in cui l'oggetto dell'interesse è un obiettivo reale (persona o oggetto), in contrapposizione con le parafilie eventuali, ossia in cui l'oggetto del desiderio è un'attività.

### Fonti
1. ↑   Gerontofilìa, su Treccani. URL consultato il 30 gennaio 2024.
2. ↑   Gerontofilia, su Dizionari del Corriere. URL consultato il 30 gennaio 2024.
3. 1 2  (EN) Thomas Stufford, Don’t fancy a spring chicken, in The Times, 30 gennaio 2024. URL consultato il 30 gennaio 2024.
4. ↑   Mauro Bruzzese, Gerentofilia tra gergo comune, televisione e psicopatologia sessuale, su medicitalia.it, 20 maggio 2020. URL consultato il 30 gennaio 2024.
5. ↑   Ferrando Mantovani, 28 - Correlazione tra perversioni sessuali e delitto, in Il problema della criminalità: compendio di scienze criminali, collana Collana di scienze criminali, Cedam, 1984, ISBN 978-88-13-15151-5.
6. ↑  (EN) Diederik F. Janssen, ‘Chronophilia’: Entries of Erotic Age Preference into Descriptive Psychopathology, in Medical History, vol. 59, n. 4, 2015-10,  pp. 575-598, DOI:10.1017/mdh.2015.47. URL consultato il 30 gennaio 2024.
7. ↑  (DE) Richard von Krafft-Ebing, Ueber sexuelle Perversione, in Ernst von leyden e Felix Klemperer, Die deutsche Klinik am Eingang des 20 Jahrhunderts in akademischen Vorlesungen, vol. 6, Berlino, Urban & Schwarzenberg, 1901,  p. 136.
8. ↑   Diederik F. Janssen, "Gerontophilia": A Forensic Archaism, in Sexual Offender Treatment, vol. 9, n. 1.
9. ↑   Clifford Allen, Sexual perversion, in The Encyclopaedia of Sexual Behaviour, Elsevier, 1961,  p. 810, DOI:10.1016/c2013-0-08093-0, ISBN 978-1-4832-0008-8. URL consultato il 31 gennaio 2024.
10. ↑  (EN) Havelock Ellis, Erotic symbolism, the mechanism of detumescence, the psychic state in pregnancy., vol. 5, F A Davis,  p. 11, DOI:10.1037/10946-001. URL consultato il 31 gennaio 2024.
11. ↑  (DE) Gustav Jäger, Ein bisher ungedrucktes Kapitel über Homosexualität aus der Entdeckung der Seele, in Jahrbuch für sexuelle Zwischenstufen, vol. 2, 1900,  p. 110.
12. ↑   Anil Aggrawal, Forensic and Medico-legal Aspects of Sexual Crimes and Unusual Sexual Practices, CRC Press, 23 marzo 2009, DOI:10.1201/9781420043099, ISBN 978-0-429-24814-6. URL consultato il 1º febbraio 2024.
13. ↑  (ES) Max Bembo, La mala vida en Barcelona: anormalidad, miseria y vicio ..., Maucci, 1912. URL consultato il 1º febbraio 2024.
14. ↑   Panterona, su Treccani. URL consultato l'11 giugno 2024.
15. ↑  (EN) Silver fox, su Cambrige dictionary, 1º febbraio 2024.
16. ↑  (EN) Jewel Nichols, How To Actually Make Money as a Sugar Baby, in Vice, 20 marzo 2024. URL consultato l'11 giugno 2024.
17. ↑   Sugar mummy, su Dizionari - La Repubblica. URL consultato l'11 giugno 2024.
18. ↑  (EN) Andreas Mokros, The Chronophilia Conundrum: Continuum or Epiphenomenon?, in Archives of Sexual Behavior, vol. 46, n. 1, 1º gennaio 2017,  pp. 43-45, DOI:10.1007/s10508-016-0882-4. URL consultato il 29 gennaio 2024.
19. ↑  Money, capitolo 26, p. 262.
20. ↑  (EN) Louise Almond, Martha Sainsbury e Michelle McManus, Sex Offenses Perpetrated Against Older Adults: A Multivariate Analysis of Crime Scene Behaviors, in Journal of Interpersonal Violence, vol. 37, n. 7-8, 2022-04,  pp. NP4815–NP4839, DOI:10.1177/0886260520928639. URL consultato il 30 gennaio 2024.
21. ↑   Michael C. Seto, The Puzzle of Male Chronophilias, in Archives of Sexual Behavior, vol. 46, n. 1, 2017-01,  pp. 3-22, DOI:10.1007/s10508-016-0799-y. URL consultato il 30 gennaio 2024.
22. ↑   Makailey Cookis, Stop stigmatizing age-gap relationships, in Massachusetts Daily Collegian, 27 ottobre 2019. URL consultato il 30 gennaio 2024.
23. ↑  Money, capitolo 10, p. 72.
24. ↑   Jean-Claude Monfort, Véronique Villemur e Anne-Marie Lezy, From paedophilia to gerontophilia, in The Lancet, 2011-01,  p. 300. URL consultato il 30 gennaio 2024.
25. ↑  (DE) Veniamin Mikhailovich Tarnovskii, Die krankhaften Erscheinungen des Geschlechtssinnes : eine forensisch-psychiatrische Studie, Berlino, Hirschwald, 1886,  p. 20.
26. ↑  (EN) Jesse Bering, (Ever)lasting Beauty: A Sexual Attraction to the Elderly, in Scientific American, 31 luglio 2013. URL consultato il 30 gennaio 2024.
27. ↑  (EN) Sean Hammond, An Examination of Problematic Paraphilic use of Peer to Peer Facilities, in Conferenza internazionale promossa dall'Unione Europea e dal CNRS, Advances in the Analysis of Online Paedophile Activity, Parigi,  p. 68.
28. ↑   Gerontofilia: quando l’anziano diventa oggetto del desiderio, su IISS - Istituto Italiano di Sessuologia Scientifica, 13 marzo 2018. URL consultato il 6 febbraio 2024.
29. ↑   Virginia Nesi, Aumentano i matrimoni tra anziani e badanti ma non è sempre una questione di interessi, in Corriere della Sera, 18 ottobre 2022. URL consultato il 6 febbraio 2024.